# 清道高等學校
清道高等學校（韩语：／ Cheongdo Godeunghaggyo ?）是一所位在大韓民國慶尚北道清道郡清道邑高樹里的私立高等學校。
清道高等學校是清道中高的高中部，國中部為清道中學校。

## 歷史
清道高等學校成立於1953年1月17日，首任理事長為文明奉（문명봉），同年2月24日成立清道中學校。26日，首任校長許三極（허삼극）就任。1973年12月11日，學校法人改為清道學院。次年1月3日，清道高等學校改制為清道女子高等學校，並於3月4日開始教學，乃是今清道高等學校之前身。
1994年12月30日宿舍竣工，為一地下一層、地上二層之建築。1997年12月26日，主要教學大樓完工，共有4層樓。1999年9月1日，禮堂暨多功能生活館石楚館竣工。
2007年2月28日改建男生宿舍及擴建女生宿舍，同年3月1日改名為清道中高（韩语：／）。
2008年9月9日，宿舍竣工，並將之命名為學優堂；2009年11月15日，運動場竣工。2013年10月1日，第8任校長姜敬愛（강경애）就任；2016年2月4日，第40屆畢業，畢業生總共7118名。

## 外部連結
- 官方网站